# Sisay Bancha
Bản mẫu:Patronymic name
Sisay Bancha (tiếng Amhara: ሲሳይ ባንጫ, 24 tháng 8 năm 1989) là một cầu thủ bóng đá người Ethiopia hiện tại thi đấu cho đội bóng tại Giải bóng đá ngoại hạng Ethiopia Dedebit và hiện tại là thủ môn số 1 của Đội tuyển bóng đá quốc gia Ethiopia.

## Sự nghiệp
Thủ môn này rời Sidama Coffee để đến Dedebit vào tháng 7 năm 2012 sau khi là một trong những thủ môn xuất sắc nhất tại Giải bóng đá ngoại hạng Ethiopia. Sisay muốn có một sự nghiệp đáng chờ đợi hơn cho câu lạc bộ và đất nước. Năm 2008, anh được trao tặng danh hiệu Thủ môn xuất sắc nhất năm của Ethiopia.

## Sự nghiệp quốc tế
Sisay ra mắt cho Ethiopia năm 2012, và đã có 6 lần ra sân, trong đó có 2 lần bị đuổi khỏi sân.